# Seven of Nine
„Seven of Nine” este un personaj fictiv din serialul TV Star Trek Voyager din franciza Star Trek. 
Este interpretat de Jeri Ryan.
Seven of Nine (denumirea Borg completă: Seven of Nine, Adjunct terțiar al Unimatricei 01) este o femeie umană, fostă dronă Borg.
Născută Annika Hansen la data stelară 25479 (anul 2350), ea este fiica excentricilor exobiologi Magnus și Erin Hansen. Ea a fost asimilată de Borg în 2356 la vârsta de șase ani, împreună cu părinții ei, dar a fost eliberată de echipajul navei USS Voyager la începutul sezonului 4 al serialului. Datorită trecutului său ca membru al colectivului Borg, Seven posedă capacități regenerative, o forță fizică superioară și cunoștințe enciclopedice. Ea se adaptează cu dificultate vieții ca individ și membru al unui echipaj, fiind deseori pusă în situații comice.

## Vezi și
- Scorpion (Star Trek: Voyager)